# Josef Epp
Josef Epp (1º marzo 1920 – 28 febbraio 1989) è stato un calciatore e allenatore di calcio austriaco, di ruolo attaccante.

## Carriera

### Club
Ha giocato nel campionato austriaco e svizzero.

### Nazionale
Ha collezionato 8 presenze con la maglia della Nazionale.